# 화니 걸
《화니 걸》(영어: Funny Girl 퍼니 걸[*])은 1968년 개봉한 미국의 전기, 로맨틱, 코미디, 뮤지컬 드라마 영화이다. 윌리엄 와일러가 감독을 맡았으며, 동명 뮤지컬이 영화의 원작이다. 2016년 미국 국립영화등기부에 등재되었다.

## 출연

### 주연
- 바브라 스트라이샌드
- 오마 샤리프

### 조연
- 케이 메드포드
- 앤 프란시스

## 기타
- 미술: 로버트 루트하르트
- 의상: 아이린 세러프